# Утрио, Каари
Ка́ари Ма́рьятта У́трио-Ли́нниля (фин. Kaari Marjatta Utrio-Linnilä; 28 июля 1942, Хельсинки) — финская писательница, автор множества исторических романов и документальных произведений об истории женщин, написанных с мягкой, но последовательно проводимой феминистской точки зрения.

## Краткая биография
Отец Каари, Урхо Утрио, был директором издательство «Тамми», мать, Меэри Марьятта Утрио, работала журналисткой и переводчиком. В семье была большая домашняя библиотека, насчитывавшая около четырёх тысяч томов, литературное творчество в целом считалось в семье важным занятием. Утрио познакомилась с литературой в раннем детстве, когда мать читала ей по вечерам классиков мировой литературы, например произведения Киплинга и Шекспира. Сама она прочитала первую книгу, большое документальное произведение по мировой истории, когда ей было всего семь лет. Это определило её профессиональный интерес к истории, наметившийся ещё в школе.
В 1967 она получила степень бакалавра философских наук в Хельсинкском университете. В 1968 году в издательстве «Тамми» была опубликована её первая книга — «Помещик и прекрасная Кирстин» (фин. Kartanonherra ja kaunis Kirstin), в которой было дано художественное описание жизни Каарины Мултиала из Выборга (XVI век). Она, согласно известным документам, была первой в Финляндии женщиной-купцом и предпринимателем. Правда, название произведения, которое было придумано издателем, писательнице не понравилось.
Утрио замужем (муж — Кай Линниля), у неё три сына. Она с семьей живёт в Сомеро в Южной Финляндии. В 1982 году они с мужем основали издательскую фирму «Аманита», которая c 2011 года выпускает все новые книги писательницы.
Утрио принимает активное участие в деятельности многих общественных организаций: с 1992 она является президентом «Общества Минны Кант» (Minna Canthin seura), в течение многих лет она входила в правление Союза писателей Финляндии. Кроме того, с 1980 по 1988 год она была членом городского совета Сомеро.

## Творчество
Обычно действие романов Утрио разворачивается в разные периоды истории Финляндии, среди вымышленных персонажей нередко действуют реальные исторические лица. Свои профессиональные исторические знания Каари Утрио использует для детального воссоздания жизни в разные исторические эпохи, которая последовательно описывается с женской точки зрения с особым акцентом на уязвимом, незащищённом положении женщин. Часто героини Утрио добиваются признания и высокого положения в обществе благодаря своим способностям и любви.
В фокусе научного интереса Каари Утрио находится антропология детства и женская линия в истории человечества. Самое знаменитое произведение Утрио «Дочери Евы» (Eevan tyttäret) посвящено истории женщин с древности до наших дней. Оно переведено на семь языков, в том числе и на русский.
Кроме книг, Утрио подготовила множество статьей для журналов и сценариев для телесериалов, она регулярно выступает с лекциями на разных культурных событиях.

## Романы
- Помещик и Красивая Кирстин (Kartanonherra ja kaunis Kirstin. Uusi painos nimellä Kirstin, 1999. Helsinki: Tammi, 1968.)
- Суннева — дочь графа (Sunneva Jaarlintytär. Helsinki: Tammi, 1969.)
- Суннева в городе императора (Sunneva keisarin kaupungissa. Helsinki: Tammi, 1970.)
- Девушки из Вехкалахти (Vehkalahden neidot. Helsinki: Tammi, 1971.)
- Пирита, дочь Карелии (Pirita, Karjalan tytär. Helsinki: Tammi, 1972. ISBN 951-30-2366-4.)
- Красавица Выборга (Viipurin kaunotar. Helsinki: Tammi, 1973. ISBN 951-30-2706-6.)
- Дворянка и буржуазная девушка (Aatelisneito, porvaristyttö. Helsinki: Tammi, 1974.)
- Власть, любовь и ненависть женщины. Исторические описания (Kun nainen hallitsi, rakasti ja vihasi. Historiallisia kuvauksia. Helsinki: Tammi, 1975. ISBN 951-30-3538-7.)
- Святые рябины Пирккалы (Pirkkalan pyhät pihlajat. Helsinki: Tammi, 1976. ISBN 951-30-3876-9.)
- Девушки из дома священника (Pappilan neidot. Helsinki: Tammi, 1977. ISBN 951-30-4024-0.)
- Дорогая Хенриэтта (Rakas Henrietta. Helsinki: Tammi, 1978. ISBN 951-30-4154-9.)
- Корона Карелии (Karjalan kruunu. Helsinki: Tammi, 1978. ISBN 951-30-4418-1.)
- Железная лилия. Роман о любви и богатстве (Rautalilja. Romaani lemmestä ja mammonasta. Helsinki: Tammi, 1979. ISBN 951-30-4878-0.)
- Танец девушки (Neidontanssi. Helsinki: Tammi, 1980. ISBN 951-30-5231-1.)
- Невеста буржуа (Porvarin morsian. Oulu: Kolmiokirja, 1981.)
- Предание Катарины (Katarinan taru. Helsinki: Tammi, 1981. ISBN 951-30-5456-X.)
- Дочь бургомистра (Pormestarin tytär. Helsinki: Tammi, 1982. ISBN 951-30-5656-2.)
- Долина с розами (Ruusulaakso. Helsinki: Tammi, 1982. ISBN 951-30-5661-9.)
- Исабелла (Isabella. Helsinki: Tammi, 1988. ISBN 951-30-7027-1.)
- Кто вы, Элисса? (Kuka olet, Elissa?. Helsinki: Tammi, 1989. ISBN 951-30-9006-X.)
- Вендела (Vendela. Helsinki: Tammi, 1989. ISBN 951-30-9200-3.)
- Ястреб, мой дорогой (Haukka, minun rakkaani. Helsinki: Tammi, 1990. ISBN 951-30-9473-1.)
- Йоанна Ванайя (Vanajan Joanna. Helsinki: Tammi, 1991. ISBN 951-30-9798-6.)
- Птица из меди (Vaskilintu. Helsinki: Tammi, 1992. ISBN 951-31-0051-0.)
- Жертвенные огни (Uhritulet. Helsinki: Tammi, 1993. ISBN 951-31-0258-0.)
- Весна из лунного камня (Kuukiven kevät. Kuvat: Marja Vehkala. Helsinki: Otava, 1995. ISBN 951-1-13743-3.)
- Обыкновенная пустельга (Tuulihaukka. Helsinki: Tammi, 1995. ISBN 951-31-0628-4.)
- Кузина из Ийсалми и другие рассказы (Iisalmen serkku ja muita kertomuksia. Helsinki: Tammi, 1996. ISBN 951-31-0818-X.)
- Единорог (Yksisarvinen. Helsinki: Tammi, 2000. ISBN 951-31-1959-9.)
- Некрасивая графиня (Ruma kreivitär. Helsinki: Tammi, 2002. ISBN 951-31-2537-8.)
- Мыльная принцесса (Saippuaprinsessa. Helsinki: Tammi, 2004. ISBN 951-31-3088-6.)
- Злые сестры (Ilkeät sisarpuolet. Helsinki: Tammi, 2007. ISBN 978-951-31-3862-2.)
- Молчаливый наследник (Vaitelias perillinen. Helsinki: Tammi, 2009. ISBN 978-951-31-4800-3.)
- Ученая мисс (Oppinut neiti. Somerniemi: Amanita, 2011. ISBN 978-952-5330-41-0.)

- Компаньонка (Seuraneiti. Somerniemi: Amanita, 2013)
- Бумажный принц (Paperiprinssi. Somerniemi: Amanita, 2015)
- Глупая любовь (Hupsu rakkaus. Somerniemi: Amanita, 2017)

## Научные произведения и другое творчество
- Сомеро, страна хлеба (Somero, viljan maa. Linnilä, Kai & Utrio, Kaari: Somero: Amanita, 1982.)
- Дочери Евы: история европейских женщины, детей и семьи (Eevan tyttäret: Eurooppalaisen naisen, lapsen ja perheen historia. Helsinki: Tammi, 1984 (7. painos 1994). ISBN 951-30-6090-X.)
- Венера: история женской красоты (Venus: Naiskauneuden tarina. Helsinki: Tammi, 1985. ISBN 951-30-6270-8.)
- Дочери Калева: история финской женщины (Kalevan tyttäret: Suomen naisen tarina. Helsinki: Tammi, 1986. ISBN 951-30-6630-4.
- Дитя Финляндии (Laps' Suomen.Utrio, Kaari & Helakisa, Kaarina & Harjanne, Maikki: Laps' Suomen. Helsinki: Otava, 1987. ISBN 951-1-09760-1.)
- Вошел в сад своих чудес (Tulin onneni yrttitarhaan. Saure, Salme & Utrio, Kaari (toim.): Helsinki: Otava, 1988. ISBN 951-1-10127-7.)
- Вековой Выборг (Vuosisatainen Viipuri. Katsaus Viipurin historiaan. Helsinki: Tammi, 1991. ISBN 951-30-9794-3.)
- Большая книга принцесс (Suuri prinsessakirja. Helakisa, Kaarina & Utrio, Kaari & Kota, Matti: Suuri prinsessakirja. Helsinki: Otava, 1991. ISBN 951-1-11784-X.)
- История косметики (Rusoposkia, huulten purppuraa, kosmetiikan historia.Utrio, Kaari & Nuotio, Una & Heikkilä, Taina Helsinki: Tekniikan museo, 1995. ISBN 951-95233-6-7.)
- Фамилия, история европейской семьи I—VI (Familia, eurooppalaisen perheen historia I—VI, Tammi, 1995—1997)
- I Семья в море народов. Первый век (I Perhe kansojen meressä. Ensimmäinen vuosisata. Helsinki: Tammi, 1995. ISBN 951-31-0503-2.)
- II Розарий, огород. Средневековье XI—XVI в. (II Ruusutarha, ryytinen. Keskiaika 1000—1500. Helsinki: Tammi, 1996. ISBN 951-31-0504-0.)
- III Вера и традиции. Раннее новое время XVI—XVII в. (III Usko ja perinteet. Varhainen uusi aika, 1500-1600-luvut. Helsinki: Tammi, 1996.ISBN 951-31-0505-9.)
- IV К новому дню. Эпоха просвещения, XVIII в. (IV Päin uutta päivää. Valistusaika, 1700-luku. Helsinki: Tammi, 1996. ISBN 951-31-0506-7.)
- V Век ребёнка. XIX в. (V Lapsen vuosisata. 1800-luku. Helsinki: Tammi, 1997. ISBN 951-31-0507-5.)
- VI Время нуклеарной семьи. XX в. (VI Ydinperheen aika. 1900-luku. Helsinki: Tammi, 1997. ISBN 951-31-0508-3.)
- Семейная книга: история европейской семьи (Perhekirja: Eurooppalaisen perheen historia. Helsinki: Somero: Tammi, 1998. ISBN 951-31-1151-2.)
- Белла донна: красивая женщина через век (Bella donna: Kaunis nainen kautta aikojen. Teksti: Kaari Utrio ja Sari Savikko. Helsinki: Somero: Tammi: Amanita, 2001 (2. painos 2005). ISBN 951-31-2174-7.)
- Лампа с розами (Ruusulamppu. Helsinki: Kaisaniemen Dynamo, 2002.)
- Эпоха финской женщины. Ред. (Suomen naisen vuosisadat 1-4, päätoimittaja; Tammi, 2005)
- Путь финской женщины: из дома до парламента (Suomen naisen tie: Pirtistä parlamenttiin. Helsinki: Tammi, 2006. ISBN 951-31-3490-3.)
- Нужные советы для женщин (Tarpeellisia neuvoja naisille. Helsinki: Tammi, 2006. ISBN 951-31-3599-3.)
- Сердитая феминистка, или Почему я больше не езжу на поезде (Kiilusilmä feministi, eli, Miksi en enää matkusta junassa. Kirjoitukset ilmestyneet 1984—2005 eri aikakaus-, sanoma- ja iltapäivälehdissä. Helsinki: Tammi, 2008. ISBN 978-951-31-4237-7.)

## Признание и премии
- Государственная литературная премия (1973)
- Премия SAK (1984)
- Союз женщин-предпринимателей и чиновников: звание «женщина года» (1985)
- Deutsche Sachbuchpreis (1989)
- Премия «Книжная сова» (1992)
- Медаль «Pro Finlandia» (1993)
- Премия имени Ларин Параске (1996)
- Премия имени Марьи-Лийсы Вартио (1998)
- Премия Союза акушерок Финляндии за работу о матерях и детях (1999)
- Государственная премия за лучшую научно-популярную книгу (2002)
- Почетная профессура в области искусств (1995—2000)
- Приз литературного общества WSOY (2011)
- Командор ордена Льва Финляндии (2023)[1]